# پاولوفکا (شهرستان بایفسکی، سرزمین آلتای)
پاولوفکا (به لاتین: Pavlovka) یک منطقهٔ مسکونی در روسیه است که در سرزمین آلتای واقع شده‌است.